# Hiroko Nagata
Hiroko Nagata (永田 洋子 Nagata Hiroko?,  8 de febrero de 1945 - 5 de febrero de 2011), a veces referida erróneamente como Yōko Nagata, fue una revolucionaria izquierdista y terrorista japonesa que fue condenada por asesinato y sentenciada a muerte. Fue condenada por la muerte, o su participación, de sus compañeros en el Ejército Rojo Unido (ERU) durante una purga del grupo en la Prefectura de Gunma en febrero de 1972.
Durante la purga, Nagata, actuando como vicepresidente del ERU, dirigió el asesinato de doce miembros del grupo mediante palizas o la exposición forzosa a las frías temperaturas del invierno. Un civil que no era miembro del ERU y que estaba presente durante la purga también fue asesinado. Arrestada el 16 de febrero de 1972, Nagata fue juzgada, condenada y sentenciada a muerte por su participación en los asesinatos. Mientras esperaba la ejecución, Nagata murió de cáncer de cerebro el 5 de febrero de 2011 en el Centro de Detención de Tokio.

## Biografía
Hiroko Nagata nació en Tokio y, después de graduarse del Instituto de Secundaria Chofu Gakuen, ingresó en la Facultad de Farmacia de Kyoritsu (desaparecida en 2008 y fusionada con la Universidad Keio) para su formación como farmacéutica. Durante su tiempo en la Facultad, Nagata se involucró a tiempo completo en la política de izquierdas, finalmente convirtiéndose en vicepresidenta del Ejército Rojo Unido (ERU). Nagata entraba en lo que fue descrito como "rabia histérica" cuando era excitada, usualmente sobre temas políticos. Era (para el estándar de la medicina de ese tiempo) infértil debido al síndrome de Basedow. Nagata era particularmente dura con otros miembros femeninos de su grupo.

## Incidente de la purga
El movimiento estudiantil izquierdista de Japón en la década de 1960 impregnó las universidades del país, y, para finales de la década, se había balcanizado y era competitivo y violento. Después de una serie de incidentes en que grupos de estudiantes hirieron y mataron a oficiales de la ley o al público en general, la Agencia Nacional de Policía de Japón tomó medidas enérgicas contra estas organizaciones, allanando sus escondites y arrestando a docenas de sus miembros en 1971 y 1972. Intentando escapar de la policía, un grupo nuclear de radicales del ERU, incluyendo Nagata, se retiró a un complejo en las montañas de la Prefectura de Gunma durante el invierno de 1972.
Durante la segunda semana de febrero de 1972 en el complejo, Nagata y el presidente del ERU, Tsuneo Mori,
iniciaron una purga violenta de los miembros del grupo. En la purga, Nagata y Mori dirigieron las palizas hasta la muerte de ocho miembros y una persona que no era miembro pero sucedió que estaba presente. Seis otros miembros fueron atados a árboles en el exterior, por consiguiente congelándose hasta la muerte en el extremo frío del temporal. Nagata especialmente apuntó a miembros que, en su opinión, "tenían demasiado interés en relaciones con mujeres y no se dedicaban con suficiente ardor a la revolución". Unos pocos fueron muertos por "intentar escapar"; un miembro lo mataron por pedir un pañuelo de papel en el saco de dormir, un acto que Nagata aparentemente interpretó de naturaleza sexual.
El 16 de febrero la policía arrestó a Mori, Nagata y otros seis miembros del ERU tanto en el complejo como en el pueblo cercano. Cinco otros, armados con rifles y escopetas, lograron escapar, huyendo a pie a través de las montañas hacia Karuizawa en la cercana Prefectura de Nagano, finalmente tomando refugio en un albergue de montaña, iniciando el incidente de Asama-Sanso.

## Juicio, sentencia, enfermedad y muerte
Nagata fue sentenciada a muerte en la Corte de Distrito de Tokio el 18 de junio de 1982. El 26 de septiembre de 1986, el Alto Tribunal de Tokio confirmó su pena de muerte. El 19 de febrero de 1993, la Corte Suprema de Japón confirmó su sentencia. Nagata solició un nuevo juicio, lo que fue denegado por los tribunales el 28 de noviembre de 2006.
Nagata escribió varios libros durante su estancia en prisión y atrajo la atención de un grupo de apoyo. Los que la apoyaban reportaron que había sufrido un declive de su salud, incluyendo un tumor cerebral, durante varios años que no había sido tratado. Nagata sufrió una operación de cirugía por su tumor cerebral en 1984. Sufrió un colapso por atrofia cerebral en 2006 y fue transferida a una prisión médica en Hachioji. Nagata retornó al Centro de Detención de Tokio en 2007, pero permaneció postrada en cama.
El 11 de octubre de 2008 fue revelado que Nagata se encontraba en condición crítica debido al tumor, de tal modo que su familia fue llamada para una visita en el Centro de Detención de Tokio. Nagata murió el 5 de febrero de 2011.

#### Libros
- Schreiber, Mark (1996). Shocking Crimes of Postwar Japan. Tuttle Publishing. ISBN 4-900737-34-8.

#### Películas
- error en la cita: el primer parámetro (número IMDb) es obligatorio. – Kōji Wakamatsu (2007)

#### Web
- Japan Times (31 de octubre de 1997). «Death-row convict wins libel case». Japan Times. Consultado el 25 de abril de 2008.
- Kyodo News (26 de mayo de 1998). «Court dismisses death-row inmates' translation appeals». FindArticles. Consultado el 9 de julio de 2006.
- Kyodo News (27 de febrero de 2003). «Wanted radical Kunio Bando was in Philippines in 2000: sources». BNet. Consultado el 25 de abril de 2008.
- Nakamura, Akemi (20 de marzo de 2008). «'We did not leave anything positive,' says ex-radical». Japan Times. Consultado el 25 de abril de 2008.
- NHK. «Asama-Sanso Incident». 50 Years of NHK Television. NHK. Consultado el 9 de julio de 2006.
- Pulvers, Roger (11 de febrero de 2007). «Mammon and myopia: Japan's governing '70s legacy». Japan Times. Consultado el 25 de abril de 2008.
- Schilling, Mark (20 de marzo de 2008). «The final days of revolutionary struggle in Japan». Japan Times. Consultado el 25 de abril de 2008.